# Wacław Graba-Łęcki

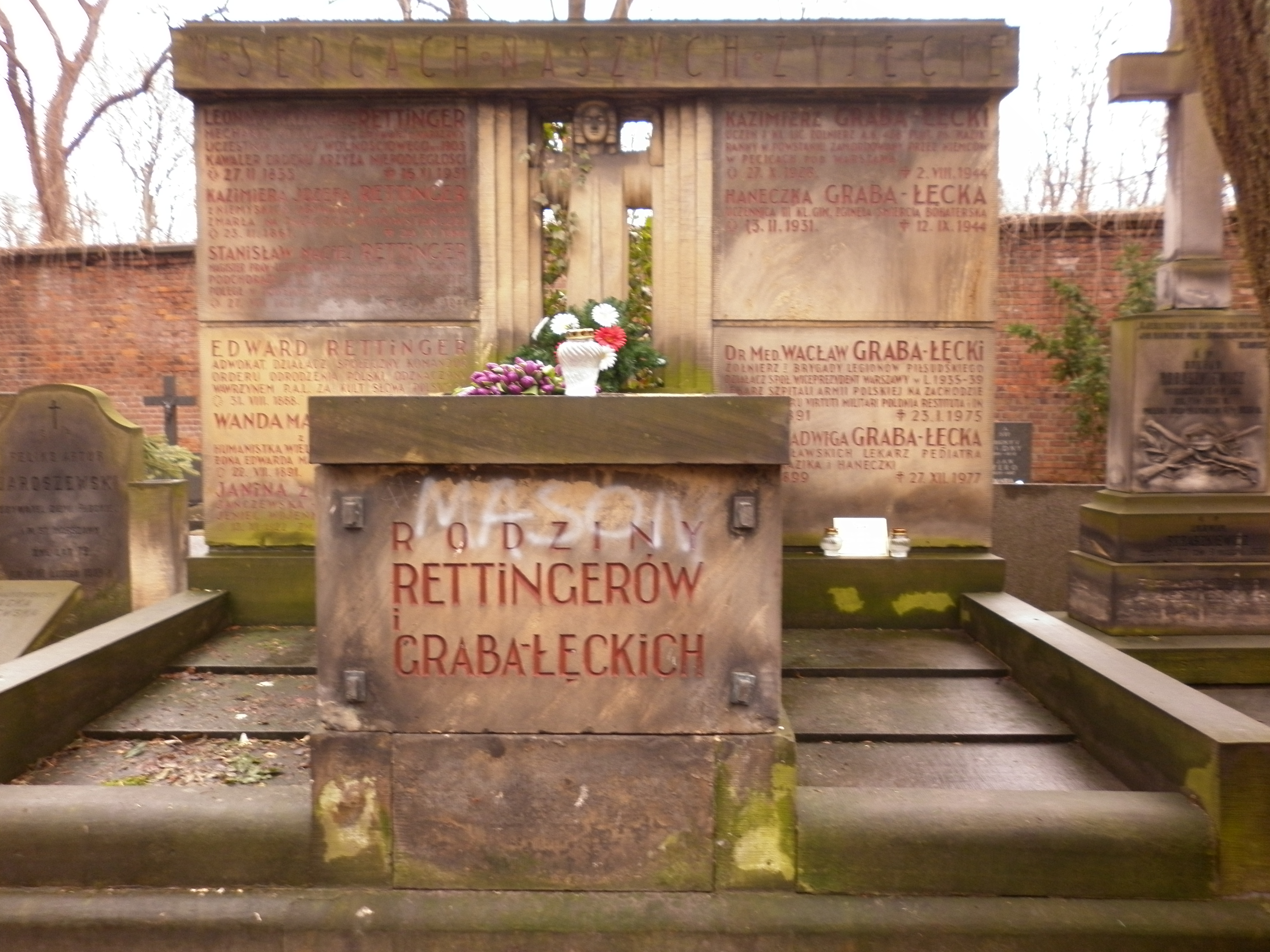
Grób rodziny Rettingerów i Graba-Łęckich na Starych Powązkach

Wacław Kazimierz Graba-Łęcki, właśc. Wacław Rettinger, ps. Graba-Łęcki (ur. 3 sierpnia 1891 w Skarżysku-Kamiennej, zm. 23 stycznia 1975 w Penrhos) – polski działacz niepodległościowy, doktor wszech nauk lekarskich, major lekarz rezerwy Wojska Polskiego, kawaler Orderu Virtuti Militari.

## Życiorys
Urodził się 3 sierpnia 1891 w Skarżysku-Kamiennej, w rodzinie Leonarda Kazimierza Rettingera (1855–1931), działacza niepodległościowego, pośmiertnie odznaczonego Krzyżem Niepodległości, i Kazimiery Józefy z Niemyskich (1861–1944). Uczył się w gimnazjum w Radomiu, a następnie w V gimnazjum w Warszawie. W 1905 wziął udział w strajku szkolnym, po którym zmuszony był kontynuować naukę w Szkole Handlowej Zgromadzenia Kupców m. Warszawy. Od 1912 był członkiem Związku Walki Czynnej oraz Związku Strzeleckiego.
6 sierpnia 1914 w Oleandrach Krakowskich wstąpił ochotniczo do Pierwszej Kompanii Kadrowej. W oddziale Władysława Beliny-Prażmowskiego pełnił funkcję lekarza, w tym czasie posługiwał się pseudonimem „Graba”. 1 listopada 1916 został mianowany chorążym sanitarnym. 19 lipca 1917, po kryzysie przysięgowym, internowany w Beniaminowie.
30 kwietnia 1921 uzyskał dyplom doktora wszech nauk lekarskich na Wydziale Lekarskim Uniwersytetu Jagiellońskiego. 1 czerwca 1921 pełnił służbę w 45 pułku piechoty, a jego oddziałem macierzystym była kompania zapasowa sanitarna nr 7. Później został przydzielony do 1 pułku lotniczego w Warszawie. 3 maja 1922 został zweryfikowany w stopniu kapitana ze starszeństwem od 1 czerwca 1919 i 36. lokatą w korpusie oficerów sanitarnych, grupa lekarzy. Następnie został przydzielony do Dowództwa Okręgu Korpusu Nr IX w Brześciu na stanowisko referenta higieny. 5 października 1922 został przeniesiony do rezerwy. W 1934, jako oficer rezerwy pozostawał w ewidencji Powiatowej Komendy Uzupełnień Nowy Sącz i posiadał przydział do Kadry Zapasowej 5 Szpitala Okręgowego w Krakowie.
W połowie lat dwudziestych wyjechał do Francji na trzymiesięczne studia uzupełniające, dzięki pomocy Marii Skłodowskiej-Curie dokształcał się w Instytucie Radowym (fr.Institut du Radium - obecnie Institut Curie), gdzie zapoznał się z metodami leczenia raka macicy. W czasie pobytu na oddziale radioterapii w Szpitalu Tenon w Paryżu zapoznał się także z metodami terapeutycznymi stosowanymi we Francji. 
W 1930 został wybrany prezesem Oddziału Nowosądeckiego „Beskid” PTT w Krynicy-Zdroju, funkcję tę pełnił do 1936. Wacław Graba-Łęcki w Krynicy-Zdroju był członkiem Komisji Zdrojowej, w czasie przygotowań Mistrzostw Świata w Hokeju na Lodzie które odbyły się w 1931 w Krynicy-Zdroju był członkiem komitetu organizacyjnego, otrzymał przydział do Komisji Prasowo-Propagandowej.   
W Krynicy-Zdroju pełnił funkcję naczelnego lekarza uzdrowiskowego (do 1935). W 1935 przyjął propozycję prezydenta Warszawy Stefana Starzyńskiego i 1 maja objął stanowisko wiceprezydenta miasta stołecznego.
Uczestniczył w kampanii wrześniowej, ewakuował się do Rumunii, następnie jako lekarz wojskowy pracował w szpitalach Polskich Sił Zbrojnych na Zachodzie. Po zakończeniu II wojny światowej pozostał na emigracji w Wielkiej Brytanii. Zmarł 23 stycznia 1975 w Polskim Osiedlu w Penrhos w Walii. Jego symboliczny grób znajduje się na cmentarzu Powązkowskim w Warszawie (kwatera 188, rząd 3, miejsce 6–8).
12 lipca 1927 ożenił się z Jadwigą Stanisławską (1899–1977), lekarzem pediatrą, z którą miał troje dzieci: Kazimierza, ps. Kazik (1928–1944), Hannę (1931–1944) i Ludmiłę (ur. 1932). Syn Kazimierz w wieku 16 lat był żołnierzem Armii Krajowej (Obwód IV Ochota), w czasie Powstania warszawskiego został ranny, w czasie walki pod Pęcicami został wzięty do niewoli, tego samego dnia został rozstrzelany przez Niemców. Córka Hanna w wieku 13 lat we wrześniu 1944 zginęła uczestnicząc w gaszeniu pożaru kościoła na Saskiej Kępie.

## Ordery i odznaczenia
- Krzyż Srebrny Orderu Virtuti Militari nr 5440 – 17 maja 1922[20][9]
- Krzyż Komandorski Orderu Odrodzenia Polski
- Krzyż Niepodległości – 20 stycznia 1931 „za pracę w dziele odzyskania niepodległości”[21]
- Krzyż Oficerski Orderu Odrodzenia Polski[3][9]
- Krzyż Walecznych czterokrotnie
- Medal Pamiątkowy za Wojnę 1918–1921[9]
- Medal Dziesięciolecia Odzyskanej Niepodległości[9]
- Odznaka „Za wierną służbę” nr 298[9]